# صاریغ چهارچشم اندرسن
صاریغ چهارچشم اندرسن (نام علمی: Philander andersoni) نام یک گونه از سرده صاریغ‌های چهارچشم است.